# 海のトリトン
『海のトリトン』（うみのトリトン）は、手塚治虫の漫画。および同作を原作としたテレビアニメ。

## 概要
原作漫画は、手塚治虫によって『サンケイ新聞』（現・『産経新聞』）に1969年9月1日から1971年12月31日まで新聞漫画『青いトリトン』と題して連載された。手塚は同新聞に、1969年2月末日まで『鉄腕アトム』（後に『アトム今昔物語』に改題）を連載しており、『青いトリトン』は半年の間を置いて『サンケイ新聞』編集部が、新連載の漫画として要請したものである。
当時はスポ根劇画が人気を博しており、『サンケイ新聞』側の希望で特訓などの要素が取り入れられた。当初、海棲人類トリトン族の赤ん坊「トリトン」を拾ってしまった漁村の少年「矢崎和也」を主人公とし、抗争に巻き込まれた第三者の冒険と根性のストーリーになるはずだったが、作者自身が純然たる冒険活劇とした方が作品として面白くなることに気づき、物語中途で和也を失踪させ、主人公をトリトンに交代させた。「トリトン」やその敵である「ポセイドン」などギリシア神話から名称を拝借しているものの、内容そのものはギリシア神話とは直接的な関連はない別個の創作作品となっている。
その後、1972年4月から9月末まで『海のトリトン』と題してテレビアニメが放送された。アニメが放送終了した1972年末に初めて単行本化されたときに原作の漫画も同じ題に改められた。
海の民トリトン族のたったふたりだけの生き残りである少年トリトンと人魚の少女ピピが、トリトン族を滅ぼして海の覇権をにぎろうとするポセイドン族と戦うというストーリーの骨子は、漫画版もアニメ版も同じだが、原作者の手塚治虫が単行本の折り返しにて「テレビまんがのほうは、ぼくがつくったものではありません」と書いているとおり、内容、カラーはかなり異なる。漫画版のほうは、トリトンが人間に拾われ、陸の人間として成長する部分のほか、人間とのいろいろな交流、海洋汚染や人間の欲などとの対立などがストーリーのもう一本の柱になっており、展開も陸に海にと紆余曲折が多く、トリトンの姿も父になるまで何段階か成長変化するが、アニメ版のほうは13歳の少年のままで、舞台はほぼ海、海辺に限られ、基本的には１話完結、全体は低年齢視聴者層を意識したシンプルなものになっている。ただしアニメ最終回に語られたトリトン族とポセイドン族の確執の真相は低年齢層向きとは言い難く、長く議論の的、語り草となった。

## 登場人物
アニメ版の声優陣は青二プロダクションと東京俳優生活協同組合から起用された。

### トリトン族
トリトン
声 - 塩谷翼
本作の主人公。トリトン族の生き残りの少年。
赤ん坊の時に猪の首岬の洞窟に置き去りにされ、漁師の息子の少年和也（アニメでは老漁師の一平）に拾われて育てられる。のち、乳母であったイルカのルカーの話によって自らの出生を知った。アニメでは、自分の育った漁村にポセイドンからの攻撃が及ぶことを恐れ、第１話にて村を捨て自ら海へと旅立つが、原作では和也の父が津波で死に、父の母（本家のばあさん）から「トリトンは村に厄災をもたらす」と言われたことから、乳児のうちに和也とその母との３人で東京に出て、そこで育てられた。
アニメでは髪が緑色で、13歳の少年として描かれているが、漁師に男手一つで育てられた設定だけに気性や言葉づかいにやや荒いところがあり、一人称は「おれ」（原作では「ぼく」）。原作ではモノクロ漫画であることからか、カラー刷りの場合でも髪と瞳ともに黒色に描かれており、またトリトン族は約5年ごとに突然、一気に成長するという設定（「変態」と表現されている）であるため、変態ごとに容姿が大人に近づいていく。
原作第32章では最後の決着をつけるべく大型ミサイルの中へポセイドンを閉じ込め宇宙へ追放し、自らも運命を共にした。
サンデーコミックス版ではガノモスと共にポセイドンの要塞に特攻した。パイロットフィルムでは超能力でポセイドン族に立ち向かう。
TVアニメ版ではポセイドンを倒すも、トリトン族とポセイドン族の残酷な真実を知ることになる。
名前はギリシア神話のトリートーンから借用。
ピピ
声 - 広川あけみ
トリトン族の生き残りで人魚の少女。上半身には着衣はない。
アニメでは第4話から登場しており、北の海でアザラシのプロテウスに育てられる。髪はオレンジ色の短髪。
慎重なトリトンとは対照的に、勝気で好奇心旺盛。その性格が災いして敵の罠に落ちることもしばしば。初期はかなり生意気な牲格でトリトンを嫌っていたが、中盤からトリトンとの友情が高まり、素直な牲格になった。
第24話では伏兵・ガダルによって囚われたトリトンを助けるためにガダルの注意を惹きつけたり、第26話ではアルコールランプでマイペスを偶然にも倒したりとトリトンに劣らぬ所も見せつけている。なお「ピピ」という言葉はスペイン語で「おしっこ」を意味するため、当該地の放送では、「ミミ」と名を変えられている。
原作では長い黒髪をしており当初「ピピ子」として登場。アニメ版とは大幅に異なり、性格は明るく素直だが幼少時はおませさんで、始めからトリトンの恋人であると主張しており、途中で大人の女性へと変態した際にトリトンもそれを認めた。
第22章ではポセイドンの妃に選ばれ「ピンキー」の偽名でポセイドン一族を渦潮に誘い込み逃げようとしたが、囚われの身となる。結婚させられる直前に塔から脱出し、第32章でトリトンと結婚。7人の子供を生むが、最終章ではトリトンの死により未亡人となる。しかし夫の後を継いだブルーを始めとする子供達の成長を見て生きる気力を取り戻す。
パイロットフィルムではポニーテールの髪型。
トリトンの父
声 - 野田圭一
ポセイドンの攻撃で妻と共に命を落とすが、息子のトリトンだけは無事脱出させる。法螺貝にトリトンに向けたメッセージを遺す。アニメでは妻とともに幻影的に何度かトリトンの前にあらわれるが、原作ではあまり出てこない。
トリトンの母
声 - 沢田敏子
トリトンをルカーに託し、自身は夫と運命を共にする。なお、アニメではトリトン族の女性は成人になると人間の姿になる。
トリトンの子供たち
トリトンとピピ子の間に生まれた7つ子の子供たちで、虹の色にちなんで（上から順に）ブルー、グリーン、イエロー、オレンジ、レッド、バイオレット、ダークブルーと名付けられた（但し順序は虹の色とは無関係）。性別はブルーとレッドのみ男で、ほかの5人は女。7人とも性格は全然違う。トリトンの死後、ブルーはトリトンの名を継ぎ、「ブルートリトン」と名乗った。
原作のみに登場。

### 海の仲間
ルカー
声 - 北浜晴子
黄金の（アニメでは白）イルカ。トリトンの乳母。甥にイル・カル・フィンがいる。
放送版のアニメのみ額に黄色いV字マークがある。
TV版の監督を担当した富野由悠季は、ルカー役の北浜が醸し出す母性を感じさせる芝居が、女性受けしたと指摘している。
イル
声 - 大竹宏
イルカ三兄弟の長男。アニメでは第2話から登場。メガネをかけている。
原作ではしっかり者。
カル
声 - 肝付兼太
イルカ三兄弟の次男。アニメでは第2話から登場。頬の斑点が特徴。
原作ではおっちょこちょい。
フィン
声 - 杉山佳寿子
イルカ三兄弟の三男。アニメでは第2話から登場し、ピンクの法螺貝をヒモで結んで頭につけている。
原作では「フニャ〜」しか言わない怠け者で、法螺貝を持っていない。
ガノモス
数千年の年月を生きる体長数十メートルの巨大な亀で海の長老的存在。
長命故に知識は極めて豊富で、ポセイドン一族とも親交があるなど、人脈も幅広い。
当初は中立的な立場に身をおき、トリトンにはポセイドンと和睦することを勧めていたが、ポセイドンの裏切りを前にトリトンを連れてポセイドンの砦へ侵攻した。かなりの老齢で寿命が近かったため、戦いの後間もなく死亡し、後にその亡骸は島となってトリトン一族の隠れ家となった。
原作のみに登場。
メドン
声 - 外山高士（テレビ版） / 塩見竜介（劇場版）
巨大な海亀。フィンの持つ法螺貝は元々メドンの甲羅の割れ目に隠してあった。トリトン救出に向かうが、ドリテアの罠にはまり、海底火山の爆発で命を落とした。
アニメのみに登場。原作の「ガノモス」に相当。
プロテウス
声 - 滝口順平
ピピの養父に当たるアザラシ。ミノータスによって氷漬けにされ、死亡。
アニメのみに登場。名前はギリシア神話のプローテウスから借用。
ブルとモヤ
ピピの友達のアザラシ。ミノータスに殺される。
アニメのみに登場。
バキ
ピピの友達のセイウチ。ミノータスに殺される。
アニメのみに登場。
ラカン
声 - 峰恵研
インド洋に住むシーラカンス。ヘプタポーダの脱出を助けた罪でポセイドンによって死なない体に変えられたが、オリハルコンの短剣の輝きで呪いが解けて絶命した。
アニメのみに登場。
ジェム
声 - 山本圭子
紅海に住むジュゴンの子供。紅海から地中海に抜ける海底水道「ゴンドワナの喉」を抜けようとするトリトン一行と出会う。水道に潜む伏兵・ガダルに弾き飛ばされたオリハルコンの短剣を、自ら囮になったピピたちがガダルの注意を惹き付けている隙にトリトンに届ける。
アニメのみに登場。

### 人間
矢崎和也（やざき かずや）
15歳の中学卒業の少年で、赤ん坊のトリトンを岬の下におりていって拾う。
同時に襲ってきた津波で父親を失い、海を恨むが、母と共にトリトンを弟としてかわいがる。血の気の多い性格で、原作ではその性格のせいで彼の給料を横領していた先輩の取り巻きをカッとなって刺してしまった。
その後逃走して六蔵に拾われ、貨物船「武骨丸」のボーイとなる。武骨丸と船長（正体はドロテア）の謎を追うが、ポセイドン一味に囚われの身となってしまう。何度も脱走を図り、目も見えず口もきけない体にされてしまう。
後にトリトンが捕虜にしたヘプタポーダとの交換要員として解放される。
原作のみに登場。
和也の父
姓は矢崎、名前は不明。漁師で漁業組合員。トリトンを拾ってきた和也を殴るが、養子にすることを承知する。津波から逃げる途中で足をくじき、犠牲となる。
原作のみに登場。
和也の母
和也の母でトリトンの育ての親。普通の人間とは異なるトリトンのことを実子同然に献身的に育てた。矢崎夫人とも書かれるが名前は不明。
原作のみに登場。
一平（いっぺい）じいさん
声 - 八奈見乗児
年老いた漁師でトリトンの養父。やや粗野だが心優しい人物で、トリトンを実子同然に育てた。
アニメのみに登場。
本家のばあさん
声 - 津田まり子
和也の父の母。トリトンのせいで和也の父が死んだとして、彼をたたりの子として嫌い、成長して村に戻ってもなお嫌う。原作では少女時代にトリトン族の海人との悲恋物語があり、そこにトリトンを忌み嫌う理由もあった。
アニメでは、トリトンを本能的に嫌っている漁村の老婆オトヨばあさんとして描かれている。
丹下全膳（たんげ ぜんぜん）
井苔流泳法の指南。トリトンに海での闘い方を教える。後に沖洋子が弟子入りする。
原作のみに登場。名前は架空の剣士丹下左膳より。
沖洋子（おき ようこ）
トリトンの陸での親友。沖波三の娘。
心臓が弱く医者にスポーツをすることを止められているが、父親への反抗心から、トリトンに泳ぎをならいたい、といって近づく。トリトンとともに村に行った時、ドロテアの陰謀で死に追い込まれたトリトンをターリンの薬で生き返らせるが、ドロテアに毒の海に投げ込まれ、心臓発作を起こし死亡。ターリンの薬はトリトンに使ったのが最後の一つで、トリトンもターリンも洋子を助けられなかった。
原作のみに登場。
沖波三（おき なみぞう）
沖重工の社長。本家のばあさんと同様にトリトンを嫌う男。ポセイドン族に操られ、ポセイドンの要塞建設に協力する。
原作のみに登場。
六蔵（ろくぞう）
貨物船「武骨丸」の船員。逃走していた和也を拾って武骨丸に乗り組ませ世話を焼いた。和也とともにポセイドン一味に囚われる。
その後はポセイドンの要塞で奴隷として働かされていたが、そこで潜入してきたトリトンと出会う。
原作のみに登場。
長久尾（ながくお）
貨物船「武骨丸」の船員。和也、六蔵と行動を共にする。
原作のみに登場。
酒柱（さかばしら）
水産庁の事務官。人魚の捕獲と養殖を目論む。
手塚治虫漫画のスター・システムにおけるアセチレン・ランプにあたるキャラクター。
原作のみに登場。
出唐子（でがらし）
大学の博士。ピピを大学で研究しようとするが、トリトンに説得されて解放する。
原作のみに登場。

### ポセイドン族
ポセイドン
声 - 北川国彦
ポセイドン族の首領で巨大な石像。トリトンの持つオリハルコンの短剣の輝きに引かれる。
原作とパイロットフィルムでは獣的なデザインで特殊な言葉でしゃべり、トリトン族だけでなく公害などにより海を荒らす地上人を攻撃するための要塞を建造している。ポセイドン王は代々不死身の体を持っており、歴代の149人のポセイドン王が砦に（比喩ではなく文字通りの意味で）眠っている（だが、ポセイドンの子供たちは不死身ではない）。
名前はギリシア神話のポセイドーンから借用。
ターリン
ポセイドン配下の殺し屋でトリトンの両親を殺した。攻撃を受けても甲殻類のように脱皮することで何度でも凌ぐことが出来る。地上では沖家の運転手として働いている。殺し屋なため執念深い性格だが、好意を持った沖洋子の「優しい人」という信頼だけで幸福感を溢れさせるなど、恋愛面に関しては純情。ポセイドン族の掟により陸ではトリトンと対決せず、水中での対決を旨とする。沖洋子に好意を持っており、ポセイドン一族の秘薬を提供するなどして心臓に病気を抱える洋子を守っていた。そのため、トリトンも洋子の生存中は彼女の生命線であるターリンを殺すことが出来なかった。しかしそんなターリンも洋子がドロテアに殺された際には裏切りを考えざるを得なくなり、ドロテアを共通の敵として一時的にトリトンと共同戦線を張った。最期は要塞でトリトンと対決し、対等な形での勝負を図るが皮を脱いだ時点で隙を突かれ、落ちて来たイルカに潰されて敗れる。
原作のみに登場。
ドデカポーダ
第17王子。トリトンが最初に倒したポセイドンの子。すこぶる巨大な体で、頭部から生えた長い触手で、敵を締め付ける。
原作のみに登場。
ドリッペ
第3王子。亀やアルマジロに似たフォルムを持つ。体を丸めて転がって、敵に体当たりする技と、頭部から毒液を射出する技が持つが、頭がかなり悪く、うまく使いこなせていない。
トリトンの作戦で、水圧の高い海中から急激に低い海面に来させられたため、体が膨張してしまう。死の手前で、トリトンに「広い海で相談役がいないのは損だぞ」と言って、トリトンにガノモスを紹介する心の広い性格である。
原作のみに登場。
オクトポーダ
第13王子、あるいは、第12王子。巨大な蛸の姿をしている。
北極でピピを虐めており、トリトンとの戦いでは墨の代わりに毒液を吐き出したが、トリトンに急所を切り裂かれたため、翼を生やして逃げて行った。その後の消息は不明だが、トリトンは急所を刺したのでそのうち死ぬだろうと推測している。
原作のみに登場。
ドリテア
声 - 沢田敏子
北太平洋の女司令官。武器は触れた物を石化する鞭。巨大イカ・ゲプラーを従える。
トリトン征伐に失敗し、ポセイドン族の掟に従い、海底火山の噴火口に身を投げ自ら命を断つ。
原作では「ドロテア」の名だがかなりデザインが異なっている。
サラマンドラ
トリトンの最初の敵。ドリテアの命令を受け、トリトンを狙って漁村を襲う。
アニメのみに登場。名前は火の妖精サラマンダーより。
ドロテア
第33番目の王女。ポセイドンの一番のお気に入りの娘で、頭足類の特性を有する。
貨物船「武骨丸」の船長に化けて、ポセイドンの砦の建設に必要な資材を運んでいた。
卑劣な性格で矢崎家のある村の海を毒で汚染し、その罪をトリトンに擦り付けることで和也の母（トリトンの養母）にトリトンを殺させたが、沖洋子が与えたターリンの薬で生き返ったため、洋子を殺してトリトンと対決する。胴体の中に内臓が無いという体質を生かして優位に立つも、洋子の殺害を恨んで反旗を翻したターリンの攻撃で弱点である頭部を貫かれ致命傷を負い、武骨丸と共に自爆する。
原作のみに登場で、名前はカエサリアのドロテアより借用。
ヘプタポーダ
声 - 中西妙子
ポセイドンが人間から作り出したポセイドン族でありながら青い海と太陽に憧れていたために、永久追放され、南太平洋のはずれの海グモの牢獄に閉じ込められていたが、望みを叶えるという条件でトリトン征伐に参加する。ポセイドン族には珍しく美しい女性の姿をしている。何匹ものカマスを「生きた剣」に変えて戦う。トリトンとの戦いで自分の憧れていた太陽の下では輝きが強すぎてポセイドン族は生きられないと悟り、ポセイドンを裏切りトリトンに加担する。レハールの居場所をトリトンに知らせるが、自身はレハールに殺される。
原作ではポセイドンの娘で、陸で沖財閥と取引した所をトリトンに襲われるが命拾いし、同情したトリトンに救われ、戦い合うことに疑問を持ち、最後は兄からトリトンを殺すように言われるも自殺した。
イボリロ
長髪の黒人の姿で、ヘプタポーダにとっては兄にあたる人物。
ヘプタポーダと矢崎和也の捕虜交換の機会を捕らえて手強いトリトンをしとめるために、兄弟達全員で集結した時に、代表のような役割をしていた。髪が巨大な鮫に変化するが、実はこの鮫が本体で、黒人の体は分身に過ぎない。トリトンを食い殺そうとするが、返り討ちに遭う。
原作のみに登場。
リューダ
名前通り竜の姿をした王子。イボリロに命じられて、世界中の兄妹たちにトリトンを仕留めるように知らせに行く。
アニメにはポリペイモスに従う大海蛇として登場し、主題歌のバックにも現れる。
サイグロポン、シーラカタンダ、ウルフラ。
原作の中に出てきた王子の中で最強クラスといわれる3人。1人は生き物の血を吸う「人喰い藻」を飼い、1人は頭に生えた角からさまざまな臭気を出し、1人は背中に生えた剃刀刃のような羽で敵を切り裂く。
原作のみに登場。
ゴーブ
ポセイドンとピピ子の身代わりとなったウミワタの間に生まれたポセイドンの34人目の子供。
巨体ながら体はとても柔らかく、わずかな隙間からでも入り込め、口が二方向に分かれたり、舌が二本に分かれたり、あるいは目を潰してもすぐに別の目が出たりと変幻自在の体を持つ。頭に生えた触覚のような物は獲物に突き刺す針になる。更には、とてつもない食欲の持ち主で、肉でも植物でもなんでもお構いなしに食べ続け、おまけに、食べた物はほとんど強い溶解性の毒がある排泄尿にして、尻尾から垂れ流す。味方すら食べる食欲からポセイドンとトリトンの共闘で、潮の満ち引きの激しい海岸に誘い込まれ、日光によって干からびて倒される。
この名前は原作で、アニメでは「バキューラ」として登場した。
マーカス
声 - 矢田耕司
ポセイドンが命令伝達に使う、瞬間移動のできるタツノオトシゴ。
ポリペイモス達を見下したり、作戦に難癖をつけたりすることもあり、彼らに煙たがられている。武器は口から吹く毒針。相手を呼ぶときも語頭に「ガイ!」を付けるのが口癖。
アニメのみに登場するが、原作のミイラスに該当するとも見られる。
ポリペイモス
声 - 加藤精三
鮫人で南太平洋の司令官。
幾度もトリトン征伐に失敗し、その責任からポセイドン族の掟に従ってマーカスに処刑される。
アニメのみに登場。
ミノータス
声 - 柴田秀勝
ポセイドンが人間から作った、北極海の司令官。武器は口から吹く冷気。
トリトン達を海の墓場に誘い込み、襲撃するも、トリトンのオリハルコンの短剣で倒される。パイロットフィルムではミノータスらしき怪獣が登場した。
原作には登場しない。
マイペス
声 - 加藤修→野田圭一
ポセイドンが人間から作った、南極海の司令官。
ミノータスとは元の人間が兄弟にあたる。兄ミノータス共にトリトン達を海の墓場に誘い込んで襲撃するも、ピピが点けたアルコールランプの炎を浴びて火達磨となり、海底に没した。
アニメのみに登場。
レハール
声 - 富田耕生
マンドリル顔で頭に角を持つ男で幻覚術を使う。ポセイドンの命により2000年の眠りから目覚め、ドリテア、ポリペイモス亡き後の太平洋全域の指揮を任された。裏切り者であるヘプタポーダを倒すも、直後にオリハルコンの輝きを直視したために失明、海底を永久に彷徨うこととなり、ポセイドンにも見捨てられる。
原作でも登場するが、かなりデザインが異なる。原作ではポセイドンの親衛隊の長官。ポセイドンの言葉を理解できておらず、勘で受け答えしているらしい。
ネレウス
声 - 八奈見乗児→今西正男
セイウチの顔をした参謀。数々の刺客を送り込むもトリトンに大西洋入りを許し、失敗の責任を取ってポセイドンの命を受けたゲルペスに処刑される。
アニメのみに登場。名前はギリシア神話のネーレウスから借用。
ゲルペス
声 - 兼本新吾→増岡弘
赤肌の半魚人。ゴルセノスにそっくり。ポセイドン守護が任務。同族の親衛隊を率いている。
アニメのみに登場。
ブルーダ
声 - 中曽根雅夫→山田俊司
虎模様で頭に角を生やしたインド洋の司令官。
インド洋でトリトンを迎え撃ち、ブーメランを武器に戦うも敗れる。オリハルコンの剣の輝きがトリトンの力から発するものであることに気づいた。
アニメのみに登場。
ゴルセノス
声 - 水鳥鉄夫
頭に鶏冠の生えた、鱗に覆われた緑肌の半魚人。地中海の司令官。
巨大なカブトガニに乗り、砂を使った攻撃や砂の分身でトリトンを苦しめた。乱暴者と言われるわりに頭が働くようで、オリハルコンの短剣を研究して対策を練り、鏡のような大きな盾を使って短剣の輝きを反射してみせたが、最期には砂の分身が洞窟の鍾乳石から滴り落ちる水に触れて固まり、自身は盾を手放したために敗れる。
アニメのみに登場。
クラゲ
声 - 渡部猛（第1話未放映版） / 杉山佳寿子→吉田理保子
トリトン一行の動静を連絡する、連絡係。触手で岩を叩いて連絡を取り合う。
アニメのみに登場。
ミイラス
将軍。攻撃を受けると全身がウニのようになる鎧を着込んでいる。その正体はタツノオトシゴ。
終盤ではポセイドンの使者として日本政府と接触し、トリトンを陥れようとする。
原作のみに登場するが、アニメのマーカスに該当するとも見られる。
ポセイドン族長老
声 - 渡部猛
物語の黒幕。真の目的はトリトン族を倒し狭い世界を出て、広い世界で平和に暮らすこと。
アニメのみに登場。

### その他
老人
声 - 永井一郎
海鳥
声 - 神谷明
イルカ
声 - 森功至 / 吉田理保子 / 水島鉄夫

## 評価

### 富野由悠季
アニメ版の監督を担当した富野由悠季（当時は富野喜幸）は、「（原作の漫画は、ちゃんとした）作品になっていない」と断言した上で、連載当時は手塚治虫が他の仕事に追われて、本作で何を描きたいのか、作者の手塚自身が分かっていないという風に感じたと語っている。手塚は単行本の折り返しで主人公を和也からトリトンに変えたことを説明した上で「チグハグな構成ですが、元のまま出しました」と述べている。

## 単行本
- 産経新聞連載版（1969年 - 1971年）
  - サンデーコミックス『海のトリトン』（秋田書店）全4巻
    - サンデーコミックス版は、新聞版を編集し、普通のマンガのようなコマ割りに近づけている。各巻は順に「和也編」「洋子編」「ゴーブ編」「ブルー編」と名づけられている。

  - 手塚治虫漫画全集『海のトリトン』（講談社）全4巻
  - 手塚治虫傑作選集『海のトリトン』（秋田書店）全3巻
  - 秋田文庫『海のトリトン』（秋田書店）全3巻
  - 『青いトリトン』《海のトリトン オリジナル復刻版』（復刊ドットコム）上・下巻
    - 復刊ドットコム版は1回1ページ収録（各コマも連載の原寸大へ復元）するなど、連載当時の状態をほぼ完全再現している。

- テレビマガジン・たのしい幼稚園連載版（1972年）
  - サンデーコミックス『ふしぎなメルモ』（秋田書店）全1巻
  - 秋田文庫『ふしぎなメルモ』（秋田書店）全1巻
  - 手塚治虫漫画全集『ワンサくん』（講談社）全1巻

## アニメ

### 作品概要
1972年4月1日から同年9月30日まで、朝日放送を制作局として、TBS系列で毎週土曜日19時00分から19時30分に全27話が放送された。本作より、この枠はTBS制作番組から朝日放送制作番組に変更になっている。
元々は連載終了後に、手塚治虫が手塚プロダクションでアニメ化する予定でパイロット版が制作された。しかし、虫プロダクションの経営悪化による混乱の中、アニメ化の権利を手塚のマネージャーだった西崎義展が取得して、テレビ局への放送の売り込みに成功した。西崎のテレビアニメ初プロデュース作品であり、富野喜幸（現・富野由悠季）の初監督作品となる。虫プロ商事のスタッフを中心に設立されたアニメーション・スタッフルームで製作されることとなった。実際に制作の中心となったスタジオは主に東映動画のテレビアニメシリーズの下請けをこなしていた朝日フィルムで、監督の富野は虫プロ系のスタッフが使えなかったと後に述べている。そのため、キャラクターデザインに東映動画出身の羽根章悦を起用したのも、虫プロではなく新しいものに挑むという基本方針の下、あえて手塚治虫調ではないキャラクターを選択したものであった。ストーリーについても、原作漫画を読んだ富野が「つまらなかった」というのを理由に、キャラクターの設定のみを生かし、一から練り上げたという。
こうした製作の経緯があったため、手塚は秋田書店版の単行本のカバー袖のコメントで「テレビまんがのトリトンは自分のつくったものではない」、講談社の手塚治虫漫画全集のあとがきで「自分は原作者の立場でしかない」、とこれまで基本的に自身も関与することがほとんどだった手塚の漫画作品が原作のアニメでは珍しく、原作の映像化を許諾したのみの作品であることを読者に断っている。これについて富野は、手塚は原作を失敗作だと考えていたのではないかと推察し、ストーリーの改変についても、かなり自由に任せてくれたとも回想していた。
アニメ版では原作にあったトリトン族と人間との関わりを冒頭部分のみとし、物語全体の鍵を握る「オリハルコンの短剣」を登場させて、圧倒的な敵・ポセイドン族を相手に戦闘が成り立つことを説明している。本作は手塚がアニメ化に直接関与していないため、『鉄腕アトム』や『リボンの騎士』などとは異なり、虫プロの色である手塚治虫のスターシステムキャラクターは全く登場しなかった。
本作は富野喜幸の初監督作品として、守るべきものに追われる主人公、主人公たちが作る共同体、そうして最終話で明らかとなる「実はトリトン族こそが悪であり、ポセイドン族が善であった」という善悪逆転の衝撃のラストが後の『無敵超人ザンボット3』に繋がるとしてしばしば比較されるが、富野は後に「2クールの作品は短編を積み重ねるしかない。唐突に話を進めて決着をつけるには強烈なコンセプトが不可欠である」として、ザンボット3では巨大ロボットのイメージ払拭のため、当初から過激な最終回を予定した製作だったと明かした上で、本作はザンボット3の前哨戦だったと位置づけている。
ケイブンシャが発行した『大百科シリーズ112 世界の怪獣大百科』では、本作に登場する一部のポセイドン族やメドンが紹介されている。

### 制作
上記のように西崎義展が初プロデュースした作品ではあるが、実態は虫プロ商事のスタッフルームが監修を手掛け、西崎はメディアミックスを仕掛ける側に回っている。西崎は監督の富野に対し、「何とか『海のトリトン』を活劇ものにしろ」「スポ根ものにしろ」と要求し、それらを踏まえた上でアニメ版は短編を積み重ねる1話完結型となり、特撮ヒーローのように敵怪人を毎週倒す話を脚本家たちに割り振りして書かせるストーリー構成が形作られた。しかし、当時の制作状況については、監督の富野が「悪辣な条件でやらされた仕事だから、良い思い出はありません」と語るほど劣悪で、作画スタジオから一度でも外れたら制作システムが破綻するかもしれないという強迫観念に駆られた富野は、キャスティングの打ち合わせで音響監督と1度だけ顔を合わせた以外は、アフレコやダビングの現場に一切顔を出さなかった。また、西崎が劇伴担当にジャズピアニストの鈴木宏昌を、主題歌担当にブレイク前のかぐや姫を起用したことでアニメの作風と全く噛み合わず、制作現場に彼らが顔を出すことも一切なかったため、富野は単なる怪獣退治な話でなく、主題歌や劇伴が不協和音になるほどの強力なギャップものにしないといけないと確信的に考え、「原作を全部潰す！」という強い方向性を抱くようになる。その後、テレビ放送の視聴率が芳しくなく、2クールの中頃に打ち切りが決定するが、富野には「ポセイドン族の親分を倒すだけで（話が）済むのか？」という疑念が芽生え、大学時代から引きずっていた実存主義的な哲学意識も影響して、善と悪が逆転した最終回を考案するに至った。富野発案のアニメ版最終回は脚本家たちから猛反発を受け、大喧嘩へと発展したが、富野は「これ以降アニメの世界で演出の仕事をさせて貰えないだろう」と感じつつも、「テレビアニメ如きで大人の事情に縛られたら、仕事以下だろ」と腹を括り、脚本家たちの合意が得られないまま勝手を押し通したという。

### アニメ史上における評価
本作は『宇宙戦艦ヤマト』以前に高年齢層に人気を博した作品で、アニメブームの先駆者として重要とされる作品である。日本で初めてファン主体のテレビアニメのファンクラブが作られたとも言われる作品で、とりわけ女性ファンの人気が高かった。1972年結成の『海のトリトン』ファンクラブ「TRITON」がそのファンクラブとされる。さらに録音スタジオには、トリトン役の塩屋翼を目当てに女子中高生が見学に訪れるという、後のアニメ声優ブームの先駆けとなる現象も見られた。放送終了後の1年後に、東京都文京区の文京公会堂で1000人を超えるファンクラブ主催の大会も開かれた。
後に西崎の『宇宙戦艦ヤマト』と富野の『機動戦士ガンダム』が大ヒットしたことで、本作は再評価された。1978年1月25日には、「アニメ愛蔵盤シリーズ」の1作として本作のサウンドトラック『海のトリトン』(CS-7044)が発売され、オリコンLPチャートで最高4位を記録した。
富野は後に本作を振り返って、「総監督をやりながら物語をコントロールすることのハウツーを『海のトリトン』で教えってもらった」と語り、どんなに異色な組み合わせでもメディアミックスは成立するため、これ以降、どんなに不協和音な楽曲を提供されても決して恐れない自信が付いたという。そして、この経験がなければ『機動戦士ガンダム』までモチベーションが続かなかったとも述べている。また、本作でファンクラブの活動を始めた者たちが、同人誌の制作や同好会を行うようになり、後のコミックマーケットの先駆けとなったと指摘している。富野は実際に本作のファンクラブ会合に出席しており、参加者の大半は小学校の高学年から中学生の女子で占められ、彼女たちはトリトンや仲間のイルカたちが織り成すファミリー感を高く評価していたことに触れ、「家族愛に飢えている子たちが多いと思い、とても困った」と語っている。

### 劇場版
やがて『宇宙戦艦ヤマト』に始まるアニメブームが到来し、テレビ版を再編集した劇場版前編（74分）・後編（65分）が製作された。西崎がプロデュース、劇場アニメ版『宇宙戦艦ヤマト』を監督した舛田利雄が監修し、編集は棚橋一徳が行った。
前編は1979年7月14日に東映洋画部が配給した『宇宙戦艦ヤマト』、『さらば宇宙戦艦ヤマト』の再上映のアンコールイベント『宇宙戦艦ヤマト・フェスティバル』で公開された。配給収入は5億1000万円。
ところが、後編は製作されたにも関わらず結局劇場では公開されなかったが、1984年5月21日にコロムビアビデオから劇場版前後編を1本に纏めて収録したビデオソフトが発売されて、初めて日の目を浴びた。
評価
- TV版の監督を担当した富野は、劇場版の存在を把握していなかったと前置きした上で、「在り物で何とかしようという魂胆はダメだよね」と否定的な見解を語った後に、完全新規のリメイク版を製作した方が良いと述べている[32]。

### アニメ版ストーリー
年老いた漁師の一平に岬で拾われた緑の髪の赤児は「トリトン」と名づけられ育てられるが、不吉な髪の色として疎外される。ある日、一頭の白いイルカ「ルカー」に出会う。ルカーは、トリトンが人ではなく海棲人類トリトン族の最後の生き残りであること、トリトン族として、七つの海を支配し暴虐の限りを尽くすポセイドン族とは戦う運命にあることを告げる。トリトンはイルカの言葉が判ること自体に狼狽し、それを信じようとしなかったが、一平がトリトンと一緒に拾ったトリトン族の衣装と宝物「オリハルコンの短剣」を発見し、ルカーの言うことが真実だと知る。その時、トリトンを発見したポセイドン族の尖兵が漁村を襲い、トリトンは村を救うため、海への旅立ちを決意する。トリトン族の他の生き残りを探すため、父母の仇にして村の仇でもあるポセイドン族を倒すために。北の海で出会ったトリトン族の人魚ピピも旅に加わる。
苦難の旅の果て、ポセイドン族の本拠地へ乗り込んだトリトンは衝撃の真実を知る。ポセイドン族はアトランティス人によってポセイドンの神像への人身御供として捧げられた人々の生き残りであった。そして、ポセイドン族の逆襲を受けてわずかになったアトランティス人がポセイドン族に復讐するために生み出し、末裔であるトリトン族へ受け継がれた武器が「オリハルコンの短剣」だった。ポセイドン族がトリトン族を殺戮してきたのは、あくまでも自らの身を護るためだった。
この最終話のプロットは、富野が脚本を無視して絵コンテ作成時に独断で盛り込んだ。このアイデアは第1クール終了頃に思いついたものの、周りに相談すると確実に却下されると考えて富野は沈黙を貫いた。ただし富野は、たとえ何クールの放送になろうと最後はこうすると決めていたという。富野自身「これはもう職権乱用です」と断言している。
最終回の脚本は松岡清治とクレジットされているが、あくまで名義であり、実際の内容に沿った脚本は存在しない。

### スタッフ
テレビシリーズ
- 原作 - 手塚治虫
- 制作担当プロデューサー - 黒川慶二郎
- プロデューサー - 西崎義展
- 監督 - 富野喜幸
- 演出助手 - 川田武範、山吉康夫、清水マサル、井出康道、田村善行
- キャラクターデザイン・作画監督 - 羽根章悦
- 作画 - 米川功真、落合正宗、石黒育、古沢日出男 ほか
- 美術監督 - 伊藤主計、牧野光成
- 編集 - 辻井正則
- 音響監督 - 浦上靖夫
- 音楽 - 鈴木宏昌
- 効果 - 森賢一（イシダサウンド）
- 現像 - 東洋現像所
- 録音 - アオイスタジオ
- 制作協力 - 朝日フィルム
- 制作 - 朝日放送、アニメーション・スタッフルーム

劇場版
- 原作 - 手塚治虫
- 製作総指揮 - 西崎義展
- 監修 - 舛田利雄
- 構成 - 松岡清治、富野喜幸
- 作画監督 - 羽根章悦
- 演出 - 富野喜幸、棚橋一徳
- 音楽 - 鈴木宏昌、蛙プロダクション
- 音響監督 - 浦上靖夫
- 音響 - 本田保則
- 制作 - オフィス・アカデミー
- 配給 - 東映株式会社

### 音楽

#### 主題歌など
本放送時にはオープニング曲とエンディング曲が途中の回から逆転し、映像も変更された。これは監督を担当した富野喜幸の裁量である。この時代のアニメーション楽曲は、各レコード会社の『学芸部』が担当しており、通常の楽曲の扱いではなかった。
1970年代の再放送では本放送時と同じ状態で放送されていたが、近年の再放送や映像ソフトでは変更後のものに統一されている。
LD-BOX「海のトリトン パーフェクトコレクション」には、本放送時の第1話のオープニングとエンディング映像が特典として収録されている。
「海のトリトン」
作詞 - 伊勢正三 / 作曲 - 南こうせつ / 歌 - 須藤リカ、かぐや姫
発売元 - 日本クラウン（MW-1002）
- 第1話 - 第6話ではオープニングとして、第7話以降はエンディングとして使用された。
- オープニング映像にはトリトンらの主要キャラクターは登場せず、海を泳ぐ魚達の映像と、須藤リカとかぐや姫の実写映像が使われた。
- エンディング映像は止め絵構成となっており、冒頭と終盤で須藤リカとかぐや姫の実写映像が挿入された。一部の回ではトリトンの顔が異なるバージョンが使用されている。

「GO! GO! トリトン」
作詞 - 林春生 / 作曲 - 鈴木宏昌 / 歌 - ヒデ・夕木、杉並児童合唱団
発売元 - 日本コロムビア（SCS-162）
- 第1話 - 第6話ではエンディングとして、第7話以降はオープニングとして使用された。劇場版のオープニングとしても使用。
- エンディング映像は止め絵構成となっており、羽根章悦によるイラストが使用された。
- オープニング映像は当初は未完成状態で、回が進むごとに完成状態となっていった[34]。本編のカットを流用したバージョンやテロップの異なるものなど、数種類が存在した。
- 「海のトリトン」と表記されることもある。JASRACでは「海のトリトン」として登録されており、副題が「GO GOトリトン〜水平線の彼方へ」となっている。
- ビクターレコードからは藤井健によるカヴァー版が発売された。
- 1978年発売のドラマ編LP（日本コロムビア、CS-7044）には、テレビサイズ用の効果音（火山爆発の音）を編集で重ねたレコード用フルサイズが収録された。
- 早い時期にミュージックエイト社による吹奏楽譜がリリースされたこともあり、多くの学校で吹奏楽の演奏曲目として使用されている。特に高校野球の応援歌で現在もよく演奏されている。
- 水木一郎が2011年発売の『THE HERO〜Mr.アニソン〜』でカヴァーした。
- 海上自衛隊東京音楽隊、三宅由佳莉 が2016年発売のアルバム『響け!ブラバン・ヒーローズ』でカヴァーした。
- 2019年10月25日 - 京成電鉄開業100周年を記念して、海神駅の接近メロディーに導入された。

イメージソング「海のファンタジー」（本編未使用）
作詞 - 山川庄太郎 / 作曲 - 南こうせつ / 歌 - 須藤リカ、かぐや姫
発売元 - 日本クラウン（「海のトリトン」シングル盤のB面に収録）
挿入歌「ピピのうた」
作詞 - 丘灯至夫 / 作曲 - 松山祐士 / 歌 - 広川あけみ
発売元 - 日本コロムビア（「GO! GO! トリトン」シングル盤のB面に収録）
- 上記ドラマ編LPでは挿入歌のように使用された。
- 『宇宙人ピピ』の挿入歌とは同名異曲である。

#### アルバム
音楽は全て鈴木宏昌による。
海のトリトン
1978年1月25日発売、発売元：日本コロムビア（LP盤：CS-7044）
- 西崎義展の構成・演出によるドラマを中心に構成されているドラマ編LPレコード。「アニメ愛蔵盤シリーズ」の1作として発売され、先述した通り大ヒットした。未CD化。

トリトン
1979年発売、発売元：蛙プロダクション（LP盤：LRS-642）
- 鈴木宏昌により自主制作されたアルバム。劇伴のオリジナル・スコアを基に鈴木宏昌とコルゲンバンドの演奏により再録音されている。通称「白ジャケ」。レコードジャケットの表面は白一色で何も印刷されておらず[注 3]、エンボス加工のドットを並べて「トリトン」と刻印されていた。当初は5千枚のみの限定販売だった[35]が後に再プレスされている。初回版の5千枚にはジャケット裏面にシリアルナンバーが印刷されていた。2014年5月7日にCD化された（発売元：SOLID RECORDS、CDSOL-1569）[36]。

海のトリトン テーマ音楽集
1979年8月25日発売、発売元：日本コロムビア（LP盤：CQ-7027）
- 劇場版の公開に合わせて発売されたサウンドトラック盤。

海のトリトン オリジナル・サウンドトラック
発売元：日本コロムビア（CD盤：2015年7月29日発売 CCCX-39174-5、LP盤：2015年8月26日発売 COJX-9295-6）
- 「Columbia Sound Treasure Series」[37]の一つとして、『海のトリトン テーマ音楽集』に未収録だったBGMや主題歌・挿入歌も収録してCD2枚組およびLPレコード2枚組で発売された。

### 各話リスト
- 各サブタイトルは画面上表記どおり。映画化に際して反映されたエピソードについても併記する。
- シリーズ全体で構成に影響のない、一話完結エピソード（ボトルショー）は、劇場版では一部のシーンを使われただけで、基本的にカットされている。
- 第1話には一部音声などが異なる別バージョンのフィルム「遥かなる海の呼び声」が存在し、一部地域での再放送時に放送されたことがある。

| 話数   | 放送日        | サブタイトル         | 脚本     | コンテ     | 演出     | 劇場版での反映                                               |
| ------ | ------------- | -------------------- | -------- | ---------- | -------- | ------------------------------------------------------------ |
| 第1話  | 1972年 4月1日 | 海が呼ぶ少年         | 松岡清治 | 斧谷稔     | 富野喜幸 | 物語の初端であるため反映。                                   |
| 第2話  | 4月8日        | トリトンの秘密       | 松岡清治 | 永樹凡人   | 永樹凡人 | 物語の基本設定が固まる話のため反映。                         |
| 第3話  | 4月15日       | 輝くオリハルコン     | 松岡清治 | 正延宏三   | 正延宏三 | ドリテアとトリトンの戦闘、メドンの死を反映。                 |
| 第4話  | 4月22日       | 北海の果てに         | 辻真先   | 斧谷稔     | 富野喜幸 | ピピ初登場の話のため反映。                                   |
| 第5話  | 4月29日       | さらば北の海         | 宮田雪   | 山吉康夫   | 富野喜幸 | ミノータスとの対決とプロテウス戦死を反映。                   |
| 第6話  | 5月6日        | 行け、南の島!        | 松岡清治 | 大貫信夫   | 富野喜幸 | 第10話に統合。トリトンがピピを連れ戻すシーンのみ反映。       |
| 第7話  | 5月13日       | 南十字星のもとに     | 辻真先   | 山吉康夫   | 富野喜幸 | 一話完結エピソードのためカット。                             |
| 第8話  | 5月20日       | 消えた島の伝説       | 松元力   | 大貫信夫   | 富野喜幸 | 一話完結エピソードのためカット。                             |
| 第9話  | 5月27日       | ゆうれい船の謎       | 富田宏   | 山吉康夫   | 富野喜幸 | 一話完結エピソードのためカット。                             |
| 第10話 | 6月3日        | めざめろ、ピピ!      | 松岡清治 | 池原成利   | 富野喜幸 | ほぼノーカットで反映。                                       |
| 第11話 | 6月10日       | 対決・北太平洋       | 宮田雪   | 山吉康夫   | 富野喜幸 | ほぼノーカットで反映。                                       |
| 第12話 | 6月17日       | イルカ島大爆発       | 松岡清治 | 斧谷稔     | 富野喜幸 | 前編のラスト。イルカ島崩壊のみ反映。                         |
| 第13話 | 6月24日       | 巨獣バキューラの追撃 | 松元力   | 山吉康夫   | 富野喜幸 | 第15話に統合。ハイライトシーンのみ反映。                     |
| 第14話 | 7月1日        | 大西洋へ旅立つ       | 辻真先   | 斧谷稔     | 富野喜幸 | 一話完結エピソードのため、カット。                           |
| 第15話 | 7月8日        | 霧に泣く恐竜         | 宮田雪   | 大貫信夫   | 富野喜幸 | 漂流シーンとポリペイモス処刑を反映。恐竜のシーンはカット。   |
| 第16話 | 7月15日       | 怪人レハールの罠     | 辻真先   | 西谷克和   | 富野喜幸 | レハール登場と海底洞窟のみ反映。                             |
| 第17話 | 7月22日       | 消えたトリトンの遺跡 | 松元力   | 平田敏夫   | 富野喜幸 | 一話完結エピソードのため、カット。                           |
| 第18話 | 7月29日       | 灼熱の巨人タロス     | 辻真先   | 大貫信夫   | 富野喜幸 | ピピとフィンがさらわれるシーンのみ反映。                     |
| 第19話 | 8月5日        | 甦った白鯨           | 宮田雪   | 佐々木正広 | 富野喜幸 | 一話完結エピソードのため、カット。                           |
| 第20話 | 8月12日       | 海グモの牢獄         | 松岡清治 | 斧谷稔     | 富野喜幸 | ほぼ反映。                                                   |
| 第21話 | 8月19日       | 太平洋の魔海         | 辻真先   | 山吉康夫   | 富野喜幸 | ヘプタボーダの戦死のみ反映。                                 |
| 第22話 | 8月26日       | 怪奇・アーモンの呪い | 宮田雪   | 大貫信夫   | 富野喜幸 | 一話完結エピソードのため、カット。                           |
| 第23話 | 9月2日        | 化石の森の闘い       | 松岡清治 | 斧谷稔     | 富野喜幸 | ほぼ反映。                                                   |
| 第24話 | 9月9日        | 突撃ゴンドワナ       | 辻真先   | 池原成利   | 富野喜幸 | 前編のドリテアを倒すシーンのため、ガダルを倒すシーンを流用。 |
| 第25話 | 9月16日       | ゴルセノスの砂地獄   | 宮田雪   | 斧谷稔     | 富野喜幸 | ネレウス処刑のみ反映。                                       |
| 第26話 | 9月23日       | ポセイドンの魔海     | 辻真先   | 大貫信夫   | 富野喜幸 | 難破船での戦闘のみ反映。                                     |
| 第27話 | 9月30日       | 大西洋陽はまた昇る   | 富野喜幸 | 斧谷稔     | 富野喜幸 | ほぼノーカットで反映。                                       |

### 放送局
- 朝日放送（制作局）：土曜 19:00 - 19:30
- 北海道放送
- 青森テレビ：月曜 18:00 - 18:30[38]
- 秋田放送：水曜 18:00 - 18:30[39]
- 山形放送：火曜 17:30 - 18:00[40]
- 岩手放送：土曜 19:00 - 19:30[41]
- 東北放送：土曜 19:00 - 19:30[41]
- 福島テレビ：日曜 18:30 - 19:00（第13話まで）→　土曜 17:00 - 17:30（第14話から）[42]
- TBS：土曜 19:00 - 19:30
- 新潟放送：土曜 19:00 - 19:30[43]
- 静岡放送：土曜 19:00 - 19:30[44]
- 北陸放送：土曜 19:00 - 19:30[45]
- 中部日本放送：土曜 19:00 - 19:30[45]
- 中国放送
- RKB毎日放送

### 再放送
1973年には、テレビ神奈川（TVK・独立放送局）で放送された。
1975年3月31日に朝日放送がテレビ朝日系列にネットチェンジしたことにより、以後はテレビ朝日系列局でも再放送が行われている。なお、テレビ朝日では1977年7月25日から9月6日に帯再放送枠で放送されている。また本作品のニコニコ動画への違法アップロードに対する削除申立は、著作権を西崎から継承している東北新社ではなくテレビ朝日が行った。
朝日放送・TBS・テレビ朝日の優先放送権が失効した後は、日本テレビや同系列局の広島テレビなど他系列局でも放送されている。
関西地区では後年、毎日放送（MBS）のアニメ再放送枠「ヒーローは眠らない」でも放送された他、2010年8月・9月にサンテレビで放送された。

### 映像ソフト
- 1980年代に東映ビデオから、テレビ版全話を収録したVHSとベータ全7巻が発売された。
- 1984年5月21日、コロムビアビデオから、劇場版前後編を1本に纏めて収録したVHSとベータとLDが発売された。[27][30][31]。
- 1990年12月17日にバンダイビジュアル販売株式会社から、テレビ版全話を収録した7枚組のLD-BOX「海のトリトン パーフェクトコレクション」が発売された。
  - フィルム原版が残っていなかった素材（テロップ違いなど数種類存在するオープニングや次回予告の大部分）はUマチックテープを元に収録されている。
  - 映像特典として、第1話別バージョン「遥かなる海の呼び声」、Uマチックテープで録画された本放送時の初期オープニングとエンディング（第1話のもの）、未使用オープニング、本編未使用フィルムを収録。
  - 再版分からは一部音声（いわゆる放送禁止用語）がカット処理されている。
- 1991年にはバンダイビジュアル販売株式会社から、テレビ版全話を収録した全6巻のVHSが販売された。同社のLD-BOX版にあった特典映像は収録されていない。
- 1990年代にジャパン・オーディオ・ビジュアル・ネットワークから、劇場版前後編を収録したVHSが発売された。
- 1999年12月、劇場版前後編とパイロット版「青いトリトン」を収録したDVDが東宝から発売された。
- 2001年9月21日、パイオニアLDCからテレビ版を全話収録したDVD-BOXが発売。2002年10月25日には、全5巻の単品DVDも発売された[46]。
  - 第1話別バージョン「遥かなる海の呼び声」、Uマチックテープで録画された次回予告も収録されている。
  - LD-BOX版に収録されていた初期オープニングとエンディング、未使用オープニング、本編未使用フィルムは未収録となっている。数種類存在したオープニングのバージョン違いも収録されず、1種類に統一されている。
  - LD-BOX再版分と同様、本編中の一部音声がカット処理されている。
- 2002年3月、パイオニアLDCから劇場版前後編とパイロット版を収録したDVDが発売された。
- 2009年9月11日に東北新社から、テレビ版全話と劇場版、パイロット版を収録したDVD-BOXが発売された[47]。収録内容は2001年発売のDVD-BOXおよび2002年発売の劇場版DVDと同内容。

### 玩具
スポンサーの中嶋製作所が商品化したポセイドン族は「ウルトラ怪獣」とされ、価格もブルマァクの怪獣ソフビ同様350円で発売された。バキューラやゲプラーなどの怪獣は商品化されなかった。当時、バンダイの「わんぱくイルカ」のヒットに便乗しルカーが同様に水中モーターを搭載して商品化されている。

### パイロット版「青いトリトン」
1971年10月に、日本国外への輸出を意図して、頭身の低い洋風のキャラクターデザインで虫プロ商事によって、アクション中心の9分のパイロットフィルムが製作された。イーストマンカラー作品。テレビアニメ版制作の前であり、タイトルは新聞連載時の『青いトリトン』となっている。
スタッフ
- 原作/絵コンテ - 手塚治虫
- 原画 - 上口照人
- 動画 - 小林準治

このパイロット版は劇場版「海のトリトン」のDVDに特典映像として収録されている。

### アニメと原作のラストの違い
原作
不死身のポセイドンを宇宙へ追放させるため、トリトンはポセイドンと共に宇宙へ去ってしまう。その後、ピピ子との間に生まれた7つ子から息子のブルーがトリトンの後を継ぎ、甲ら島となったガノモスに帰るシーンでラストとなる。ポセイドンの要塞は日本の遥か南方とされ、超古代のムー大陸との関係が語られている。
アニメ
トリトンはポセイドン像から聞こえてくる声で像を操っている者の存在に気づき、それを追ってアトランティス大陸の遺跡の中に突入する。しかしそこは小さい子供と母親など、普通に生活していたであろうポセイドン族の亡骸が累々と転がる死の世界であった。トリトンが声の出所を探っていくとポセイドン族の長老の亡骸に辿り着く。その亡骸と共にあった法螺貝はオリハルコンの短剣の光で回答をもたらすように作られており、法螺貝に託された長老の声が戦いの影に秘められた謎を明らかにしていく。
実は、ポセイドン像はアトランティス人が人身御供であるポセイドン族を地下に封印するためにオリハルコンで作られており、逆にその力をエネルギー源として活用して生け贄にされたポセイドン族の一部は海底の地下に都市を建設して生き延びた。元凶であるアトランティス人はアトランティス大陸が沈む直前にその機に乗じたポセイドン族によってほぼ滅亡させられたが、マイナスエネルギーのオリハルコンの短剣を報復のために作り出してトリトン族と名を変えて少数が生き延びた。長い時を経たことでトリトン族の子孫はそのことを知らずに云われ無き迫害を受けるものとして生きていたのだった。ポセイドン族は我が身を守るために世界中を荒らしまわり、トリトン族を完全に滅ぼして外の世界に出て平和に暮らそうと考えていた。しかし戦いは拡大化し、更にはトリトンのオリハルコンの短剣にはポセイドン族の太陽として活用する生命の源であるポセイドン像（プラスエネルギーのオリハルコン）を引き寄せてしまう磁力のような力が存在しているため、ポセイドン族は自らの安泰のためにもオリハルコンの短剣を始末しなければならなかったのである。
最終的にトリトンはポセイドン像を引き寄せて暴れさせてしまったため、地下都市にいた1万人あまりのポセイドン族は外界の平和な生活も自由も手にすることなく死に絶えてしまい、マイナスのトリトンの短剣とプラスのポセイドン像という相反するオリハルコンの力が激突して像は爆発、その衝撃により海底火山が噴火してポセイドン族の地下都市は跡形も無く崩壊する。ポセイドン族の消滅という結果により報復の連鎖からようやく解き放たれたトリトンだったが、戦いの真の元凶はトリトン族であり、自分達の祖先であるアトランティス人が同族の一部を生け贄にして踏みにじった罪を心に抱きながら一族の幼年期の姿である人魚の姿をした唯一の同族であるピピや、味方となって戦ってくれたルカーらイルカらと共にいずこかへと旅立つのだった。

## 小説
1982年6月、集英社文庫コバルトシリーズから上下巻で発売。文章は若桜木虔。